# Фрайметтиген
Фрайметтиген (нем. Freimettigen, алем. нем. Frimettige) — коммуна в Швейцарии, в кантоне Берн.
Входит в состав округа Конольфинген. Население составляет 365 человек (на 31 декабря 2006 года). Официальный код — 0607.